# Gopalapura, Chiknayakanhalli
Gopalapura là một làng thuộc tehsil Chiknayakanhalli, huyện Tumkur, bang Karnataka, Ấn Độ.